# Kym Shirley
Pour les articles homonymes, voir Shirley.
Kym Shirley, née le 17 décembre 1975, était une coureuse cycliste australienne.

## Palmarès sur route
- 1999
  - Tour féminin en Limousin
  - 6e étapes de Thüringen Rundfahrt
  - 2e de Rund um die Nürnberger Altstadt
- 2000
  - 3e de Melbourne to Sorrento
- 2003
  - 3e du championnat d'Australie sur route

### Grands tours

#### Tour d'Italie
4 participations
- 1999 : 52e
- 2000 : 14e
- 2001 : 9e
- 2003 : 38e